# Robert L. Coffey

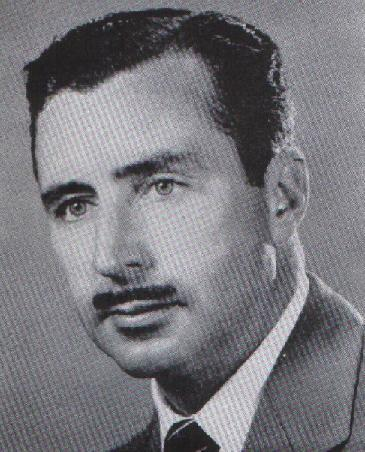
Robert L. Coffey

Robert Lewis Coffey Jr. (* 21. Oktober 1918 in Chattanooga, Tennessee; † 20. April 1949 in Albuquerque, New Mexico) war ein US-amerikanischer Offizier und Politiker. Im Jahr 1949 vertrat er den Bundesstaat Pennsylvania im US-Repräsentantenhaus.

## Werdegang
Noch in seiner frühen Kindheit zog Robert Coffey mit seinen Eltern nach Pennsylvania, wo er im Jahr 1935 die Ferndale High School absolvierte. Danach studierte er an der University of Pittsburgh und am Penn State College. Anschließend war er für einige Zeit in verschiedenen Stellen im Kohlebergbau beschäftigt. Seit 1939 diente er als Flugkadett. Im November 1941 wurde er zum Oberleutnant befördert. Während des Zweiten Weltkrieges gehörte er der Fliegerstaffel der United States Army an. Für seine militärischen Leistungen wurde er mit mehreren Orden ausgezeichnet, darunter das Distinguished Flying Cross, die Air Medal, das Purple Heart, der Bronze Star und das Croix de guerre.
Zwischen 1945 und 1948 war Coffey als Oberstleutnant Militärattaché an der amerikanischen Botschaft in Santiago. Danach war er Oberst der Reserve der United States Air Force. Politisch schloss er sich der Demokratischen Partei an. Bei den Kongresswahlen des Jahres 1948 wurde er im 26. Wahlbezirk von Pennsylvania in das US-Repräsentantenhaus in Washington, D.C. gewählt, wo er am 3. Januar 1949 die Nachfolge des Republikaners Harve Tibbott antrat. Dieses Mandat konnte er nur wenige Monate bis zu seinem Tod am 20. April 1949 ausüben. Er starb bei einem Flugzeugabsturz während eines militärischen Übungsfluges in Albuquerque und fand seine letzte Ruhestätte auf dem Nationalfriedhof Arlington in Virginia.